# You’re in Love
You’re in Love ist eine Single von Wilson Phillips aus dem Jahr 1991, das von den Bandmitgliedern und Glen Ballard geschrieben wurde. Sie erschien auf dem selbstbetitelten Debütalbum und wurde von Letzterem produziert.

## Geschichte
Im Lied bemerkt die Protagonistin, dass ihr Ex-Freund verliebt ist und mit ihm in den alten Zeiten schwelgt.
Die Pop- und Softrockballade wurde am 30. Januar 1991 veröffentlicht und erreichte in der Woche vom 20. April 1991 den ersten Platz der Billboard Hot 100. Es war der dritte Nummer-eins-Hit Phillips und ihre vierte Top-Fünf-Single. 1991 war sie zudem vier Wochen an der Spitze der Hot Adult Contemporary Tracks, die längste Zeit der Gruppe auf Platz in diesen Charts. In Kanada erreichte der Song Platz drei der RPM 100 Hit Tracks Charts und stand zwei Wochen lang an der Spitze der RPM 40AC Charts. Außerhalb Nordamerikas konnte die Single nicht an den Erfolg der vorherigen Singles der Band anknüpfen und erreichte Platz 29 der britischen Single-Charts und verpasste sowohl in Belgien als auch in den Niederlanden die Top 30.
Bei den Grammy Awards 1992 wurde die Single in der Kategorie Beste Pop-Darbietung eines Duos oder einer Gruppe mit Gesang nominiert.

## Musikvideo
Das Musikvideo wurde sowohl in Farbe als auch in Schwarz-Weiß gedreht. Zu Beginn des Videos packt Chynna Phillips ihren Koffer, dabei springt ihr Anrufbeantworter an und sie bekommt Besuch von Carnie Wilson, die ihr ihr Haustier zurückbringt. An der Veranda singt Wendy Wilson das Lied. Alle drei gehen dann auf eine Reise, wobei zwischendurch Liveauftritte in Farbe eingeblendet werden.

## Chartplatzierungen
| ChartsChartplatzierungen       | Höchstplatzierung | Wochen |
| ------------------------------ | ----------------- | ------ |
| Deutschland (GfK)              | 54 (12 Wo.)       | 12     |
| Vereinigte Staaten (Billboard) | 1 (10 Wo.)        | 10     |
| Vereinigtes Königreich (OCC)   | 29 (5 Wo.)        | 5      |

| ChartsJahrescharts (1991)      | Platzierung |
| ------------------------------ | ----------- |
| Vereinigte Staaten (Billboard) | 27          |

## Coverversionen
- 1995: Hi-Five